# Марморе
Марморе (итал. Cascata delle Marmore) — рукотворный исторический водопад, который находится в 7,5 км от города Терни в итальянском регионе Умбрия. Высочайший водопад Умбрии; по некоторым данным, высочайший рукотворный водопад Европы или даже всего мира. Популярная достопримечательность, водопад имеет как эстетическую, так и историко-инженерную ценность. Внесён в предварительный список объектов Всемирного наследия ЮНЕСКО.

## Описание
Общая высота каскада составляет около 165 м, он состоит из трёх ступеней, самая высокая имеет около 70 м в высоту. Источник водопада — река Велино, падающая с обрыва у коммуны Марморе. Велино посредством водопада спускается с равнины Риети (Piana Reatina) в долину реки Неры, впадая в последнюю. В настоящее время подача воды в водопад регулируется определённым графиком, который призван удовлетворить, с одной стороны, гидроэнергетические нужды, а с другой — потребности туристов. Вокруг водопада обустроены туристические маршруты с обзорными площадками.

## История

### Доисторическая эпоха
Около 100 тысяч лет назад река Велино впадала в Неру, но по мере того как Нера углубляла свою долину, обогащённые карбонатом кальция воды Велино, напротив, сформировали огромную травертиновую пробку на границе с долиной Неры. Вследствие этого в долине Риети образовалось крупное озеро. В результате многолетних колебаний его уровня появились обширные водно-болотные угодья, из-за чего местное население, сабины, страдало от малярии.

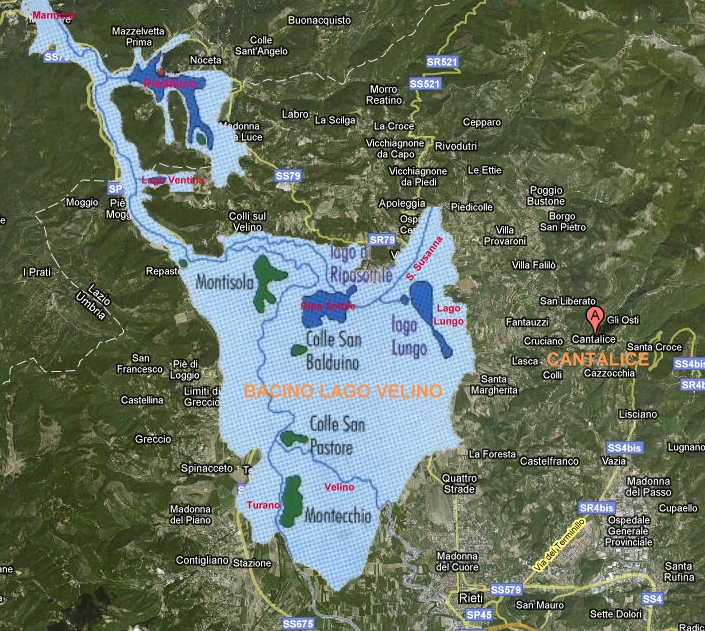
Размер озера в долине Риети к началу III века до н. э. Тёмно-синим обозначены существующие ныне водоёмы. Марморе находится в верхнем левом углу

### Античность
После покорения в 290 г. до н. э. сабинов римлянами Реата (ныне Риети) превратилась в важный стратегический пункт на Соляной дороге. В этой связи покоритель сабинов, Маний Курий Дентат, в 271 году до н. э., будучи цензором, распорядился пробить в травертиновой скале канал для отвода вод озера (Lacus Velinus, как называли его римляне) в долину Неры. В результате прокладки этого канала длиной 1000—1100 м, который получил в честь Мания Курия название Cava Curiana, и образовался водопад.
Итогом работ стало существенное осушение долины Реаты (Риети), что подтверждается, в частности, современными данными палеоэкологии. Новые площади поступили в сельскохозяйственный оборот, а также произошло улучшение эпидемиологической обстановки.
Однако канал и водопад вызвали новую проблему: периодические наводнения в долине Неры, угрожавшие жителям города Интерамна (ныне Терни). Известно, что в 54-53 гг. до н. э. сенат рассматривал тяжбу муниципиев — Реаты и Интерамны. Для решения вопроса на место прибыла комиссия из 10 сенаторов во главе с консулом Аппием Клавдием Пульхром. Интересы Реаты в этой тяжбе представлял Цицерон. Проблема наводнений не была решена ни тогда, ни позднее, когда вновь обострялась во времена империи. Вражда двух городов приобрела хронический характер и доходила в дальнейшем до кровопролития.

### Средневековье и Ренессанс
В Средневековье оставшиеся без ухода гидротехнические сооружения постепенно пришли в негодность, что привело к обмелению водопада и новому обводнению долины Риети. К XIV веку из-за эпидемий малярии и сокращения площади пригодных к сельскохозяйственному использованию земель долина Риети обезлюдела.
В позднем Средневековье и в эпоху Возрождения предпринимались многочисленные попытки восстановить водоотвод из долины Риети:
- Cava Reatina (1385 год); архитекторы — Фавароне да Лабро, Никколо да Пьедикуло и Джованни да Фермо;
- Cava Reatina (1422 год); заказчик — Браччо да Монтоне, архитектор — Фьораванте Фьораванти (отец Аристотеля Фьораванти);
- Cava Paolina (1547 год); заказчик — папа Павел III, архитектор — Антонио да Сангалло Младший (умер при строительстве);
- Cava Farnesiana (1549 год), заказчик — папа Павел III (канал назван по фамилии семейства, к которому он принадлежал);
- Cava Gregoriana (1575 год); заказчик — папа Григорий XIII;
- Cava Clementina (1601 год); заказчик — папа Климент VIII, архитектор — Джованни Фонтана (брат Доменико Фонтана).

Из этих каналов по-настоящему успешным стал лишь последний, построенный на основе первоначального канала — древнеримского Cava Curiana.

### Новое время
В XVIII—XIX веках водопад Марморе стал популярной достопримечательностью, посещаемой в рамках Гранд-тура, а также модной локацией у художников-пейзажистов. Среди известных посетителей водопада — Сальватор Роза, Коро, Уильям Тёрнер, Джордж Байрон и многие другие.

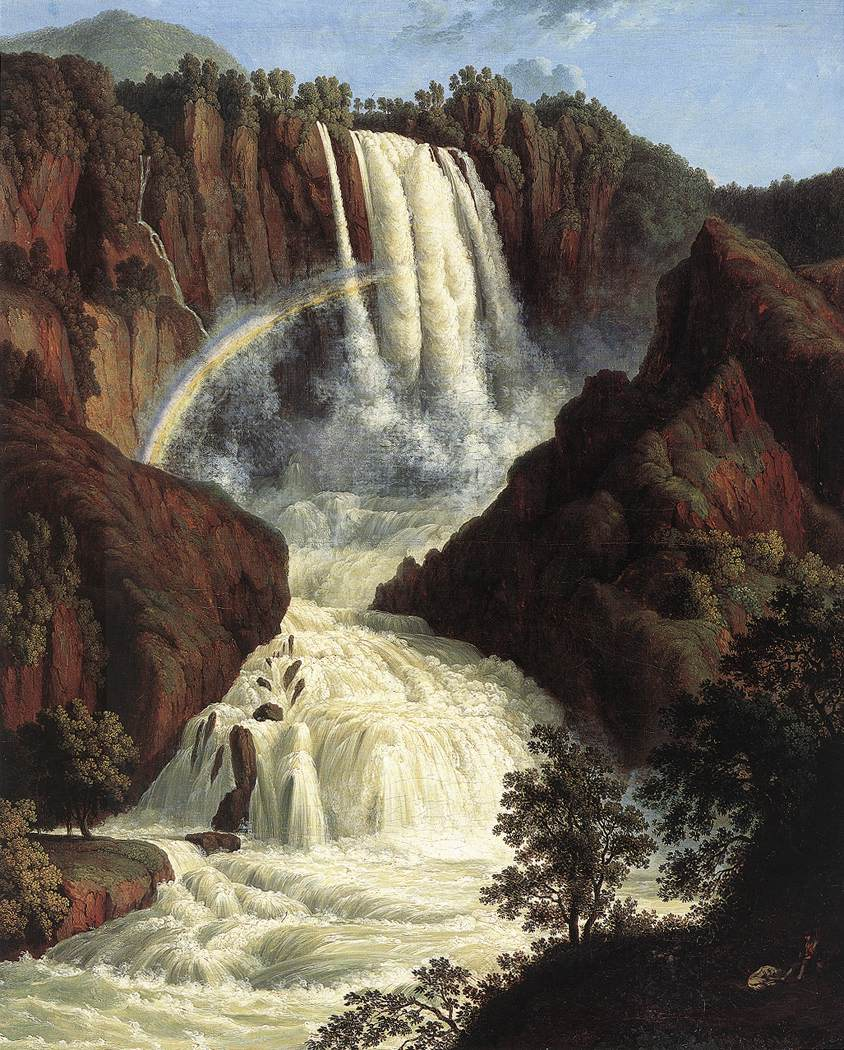
Якоб Филипп Гаккерт. Водопад в Терни

Однако с восстановлением канала возобновились наводнения в долине Неры. Во второй половине XVIII века инженер Гаэтано Рапини, занимавшийся проблемой по поручению папы Пия VI, предложил закрыть Cava Clementina и вернуться к одной из предыдущих версий канала, более пологой Cava Paolina. Однако это предложение было отвергнуто Святой конгрегацией вод, в частности, по той причине, что водопад к тому времени уже стал знаменитой достопримечательностью Папского государства.
Последние существенные изменения в конструкцию были внесены в 1787—1793 гг. по заказу Пия VI под руководством архитектора Андреа Вичи. В результате водопад обрёл нынешний вид.

### Новейшее время
Проблема наводнений была решена лишь в XX веке, после того, как на притоках Велино были построены плотины, регулирующие подачу воды.
В 1929 году в Терни была построена гидроэлектростанция Galleto, использующая энергию потока: вода на неё подаётся через подземный водовод, минуя водопад. По этой причине в настоящее время водопад включают лишь для туристов, на несколько часов в день, согласно расписанию.
В 2006 году водопад Марморе был внесён в предварительный список объектов Всемирного наследия ЮНЕСКО.

## В искусстве
Помимо многочисленных воплощений в живописи, водопад Марморе упоминается в «Паломничестве Чайльд-Гарольда» Байрона (4-я песнь. Перевод В. Левика):
Но как шумит вода! С горы в долину
Гигантской белопенною стеной —
Стеной воды! — свергается Велино,
Всё обдавая бурей водяной…
Также водопад можно увидеть в ряде фильмов, среди которых:
- «Интервью» Федерико Феллини
- «Синдром Стендаля» Дарио Ардженто